# 連江縣政府衛生局
連江縣衛生局，是連江縣政府府外一級機關。2017年由衛生局和民政局社會福利科合併而來。
2024年起改制為連江縣衛生局。

## 組織
- 局長（1人，簡任第十三職等）
  - 副局長（2人，簡任第十一職等或師(一)級）
  - 主任秘書（1人，簡任第十職等）
  - 專門委員（1人，簡任第十職等）
    - 處長（5人，薦任第九職等或師(二)級）
    - 主任（3人，薦任第九職等或師(二)級）
    - 副處長（5人，薦任第八至第九職等）
    - 技正（10人，薦任第八至第九職等或師(二)級）
    - 秘書（2人，薦任第八至第九職等）
    - 視察（2人，薦任第八至第九職等）
    - 專員（4人，薦任第八至第九職等）
    - 股長（29人，薦任第八職等）
    - 分析師（1人，薦任第七職等）
    - 衛生稽查員（63人，委任第五職等或薦任第六至第七職等）
    - 技士（61人，委任第五職等或薦任第六至第七職等）
    - 科員（23人，委任第五職等或薦任第六至第七職等）
    - 設計師（2人，委任第五職等或薦任第六至第七職等）
      - 技佐（30人，委任第四至第五職等）
      - 辦事員（19人，委任第三至第五職等）
      - 書記（9人，委任第一至第三職等）

內部單位
- 食藥暨綜合科：食品衛生、健康食品管理、國民營養、藥局、藥商、藥物、化妝品、醫療器材管理及藥政有關事項、毒品防制中心、研考、為民服務、資訊文書、檔案、印信、庶務、出納、及其他有關食品、企劃、總務和不屬於各科事項。
- 疾病管制科：傳染病防治、營業衛生管理、外籍勞工健康管理、公共衛生、檢驗業務及其他有關事項。
- 醫政暨心衛科：醫事機構及醫事人員管理、醫療品質管制、緊急醫療救護、精神衛生、山地離島醫療保健、全民健康保險宣導、其他醫政有關事項。
- 國民健康科：婦幼衛生、癌症防治、中老年病防治、職業病防治、視力保健、菸害防制、衛生教育、衛生所業務管理及其他有關事項。
- 高齡暨長照科：長期照顧、護理機構督導管理、老人營養、居家護理、喘息服務、出院準備服務、外籍看護工、輔具申請審核等。
- 資訊室：業務電腦化與辦公室自動化之規劃、推動、管理與所屬各單位實施資訊作業之督導及輔導等事項。
- 秘書室：文書、檔案、出納、總務、財產管理及不屬於其他各單位事項。
- 會計室：依法辦理歲計、會計事項。
- 統計室：依法辦理統計事項。
- 人事室：依法辦理人事管理事項。
- 政風室：依法辦理政風相關業務。

附屬機關
- 連江縣立醫院
  - 南竿院區
  - 北竿院區
  - 東引院區
  - 莒光院區
- 各區衛生所
  - 南竿鄉衛生所
  - 北竿鄉衛生所
  - 東引鄉衛生所
  - 莒光鄉衛生所
- 各區健康服務中心
  - 南竿鄉健康服務中心
  - 北竿鄉健康服務中心
  - 東引鄉健康服務中心
  - 莒光鄉健康服務中心
- 各區社會福利服務中心
  - 南竿鄉社會福利服務中心
  - 北竿鄉社會福利服務中心
  - 東引鄉社會福利服務中心
  - 莒光鄉社會福利服務中心

## 歷任局長
民政局局長
社會處處長
衛生處處長
民政局局長
社會局局長
衛生局局長
衛生福利局局長
衛生局局長